# 학생 운동

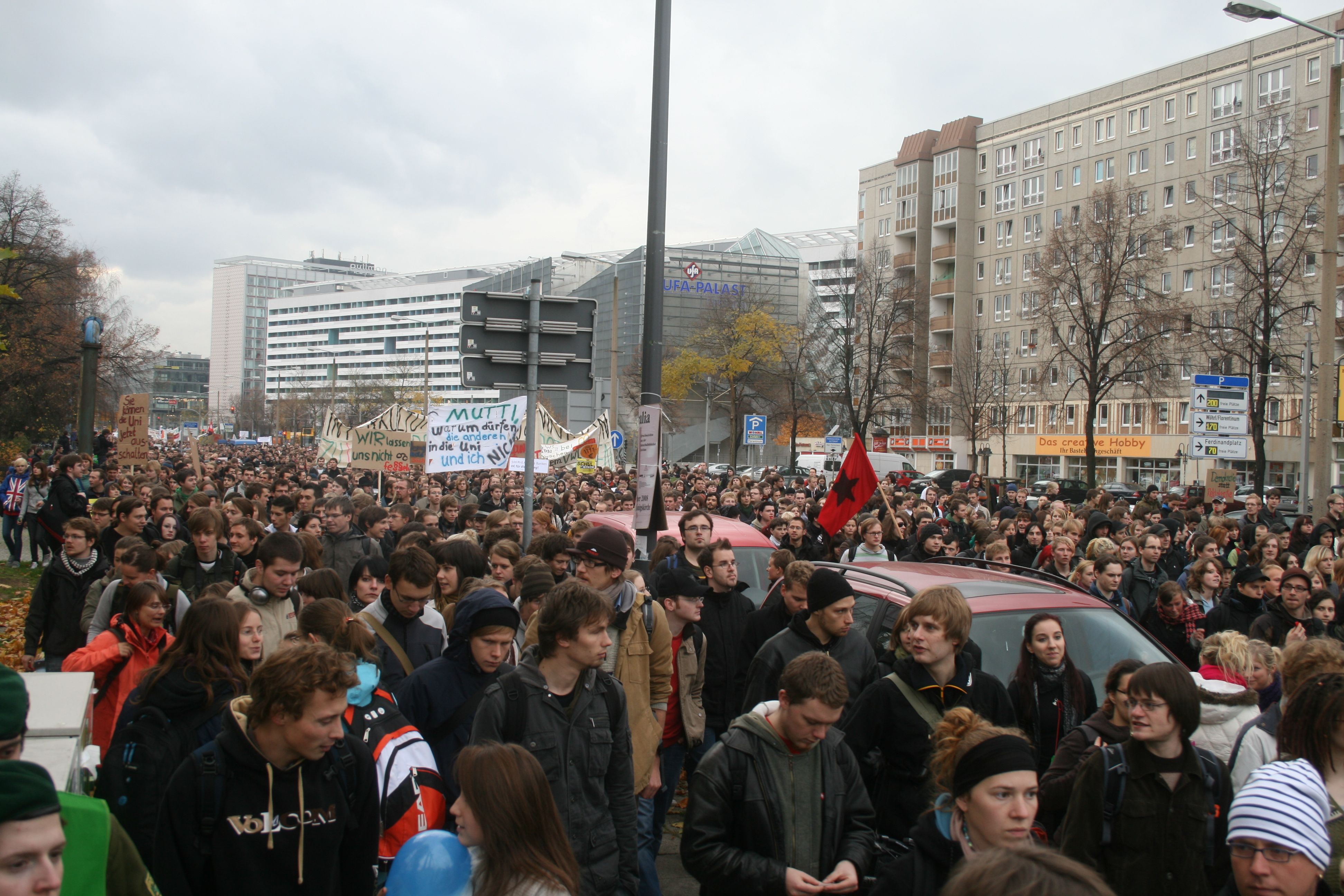
학생 운동 (독일)

학생 운동(學生運動, 영어: student activism)은 학생들의 주도로 학내의 문제나 정치, 사회 따위의 여러 문제들에 관하여 벌이는 사회 운동이다. 주로 사회·정치적인 운동을 가리키지만, 넓은 의미에서 경제·환경·문화 운동도 포함한다. 학생 운동의 기원은 중세 독일의 대학 자치권 요구 운동이다.

## 각국의 학생 운동

### 한국
한국의 학생운동은 다른 나라에 비해 비교적 큰 역사적 비중을 차지한다. 3·1 운동이나 6·10 만세운동 등이 학생들에 의해 점화되었고 투쟁과정에 있어서도 학생들이 적극적이고 주체적인 역할을 담당했다. 광주학생운동도 학생들에 의해 전국적으로 파급되었고, 그 후 브나로드 운동도 학생들이 주도적인 활동을 한 것이다. 4·19 혁명, 6·3 사태, 개헌파동 등에 이르기까지 학생들은 정치과정에서 정치인을 고무·격려하는 역할을 했고, 집권층에 대해서는 커다란 압력단체적 기능을 행사하기도 했다.

### 일본
전쟁 이전의 대중적 사회운동의 일환으로 전개되었던 학생운동이 전쟁 이후에는 학생계층 독자적인 운동으로 전환하여 어느 나라 못지않게 활발하게 진행되었다. 제2차 세계대전 직후에는 학원 민주화, 교육제도 등의 학생문제 자체에 대한 운동이 주축을 이뤄왔고, 이후에는 평화운동·민주화운동·개혁운동을 망라하여 조직적인 학생운동이 전개되기도 했다.

### 독일
독일에서의 학생운동은 1817년에 전독일학생조합이 조직되면서 연방정부에 대한 반항과 투쟁이 개시되어, 마침내 1871년 정부로 하여금 학생단체의 설립과 운동의 자유를 인정하게 하였다.

1815년 예나에서 민족주의와 민주주의에 기반한 학생 단체 부르셴샤프트가 조직되었다. 1817년 학생단체들이 자유주의와 통일 독일에 대한 애국심으로 튀링겐주, 아이제나흐시 바르트부르크 성의 바르트부르크 축제에서 보수적인 책들을 불태웠다.
1819년에는 대학생 카를 루트비히 잔트 (Karl Ludwig Sand, 1795-1820)가 진보적인 학생단체를 조롱했던 작가 아우구스트 폰 코체부를 암살하는 사건이 일어난다.
1832년 노이슈타트안데어바인슈트라세 인근의 함바흐 성에서 열린 함바흐 축제에는 30,000여명이 참가했는데 그들중 다수가 학생들이었다. 이는 1833년 프랑크푸르트 감옥에 수감된 학생들을 해방하기 위해 일으킨 프랑크푸르트 경비대 습격, 그리고 게오르크 뷔흐너의 혁명적인 팸플릿 〈헤센의 급사〉와 함께 1848년의 독일 연방 혁명을 이끌어낸 사건 중 하나이다.
1960년대에는 세계적으로 학생들과 젊은 층들 사이에 급진주의가 확산되면서 독일학생운동과 독일 사회주의 학생동맹과 같은 단체들이 나타났다. 독일의 운동들은 사회의 민주화, 베트남 전쟁 반대 등 다른 나라의 유사한 단체들과 공통된 주제에 관심을 보이는 한편 자국 내의 보다 구체적인 화제, 이를테면 나치정권의 잔재나 독일 긴급법령 반대를 주장하기도 했다.

## 같이 보기
- 학생 인권
- 제헌의회파(CA)
- 민중 민주(PD)
- 민족 해방(NL)
- 다함께
- 고등학생 운동